# Cyanophrys bertha
Cyanophrys bertha је врста инсекта из реда лептира (Lepidoptera) и породице плаваца (Lycaenidae).

## Распрострањење
Ареал врсте је ограничен на једну државу. Бразил је једино познато природно станиште врсте.

## Угроженост
Ова врста се сматра рањивом у погледу угрожености врсте од изумирања.